# لی‌اتسن
لی‌اتسن (به آلمانی: Liezen) یک شهر در اتریش است که در ناحیه لیتسن واقع شده‌است. لی‌اتسن ۵۶٫۳۶ کیلومتر مربع مساحت دارد ۶۶۴ متر بالاتر از سطح دریا واقع شده‌است.

## خواهرخوانده
شهر زلمس خواهرخواندهٔ لی‌اتسن هست.